# Heliocopris erycoides
Heliocopris erycoides là một loài bọ cánh cứng trong họ Bọ hung (Scarabaeidae).